# میکائیل دره‌سی
میکائیل دره سی یک روستا در ایران است که در دهستان پائین برزند واقع شده‌است. میکائیل دره سی ۹۰ نفر جمعیت دارد.